# John Sheffield, 1. Duke of Buckingham and Normanby

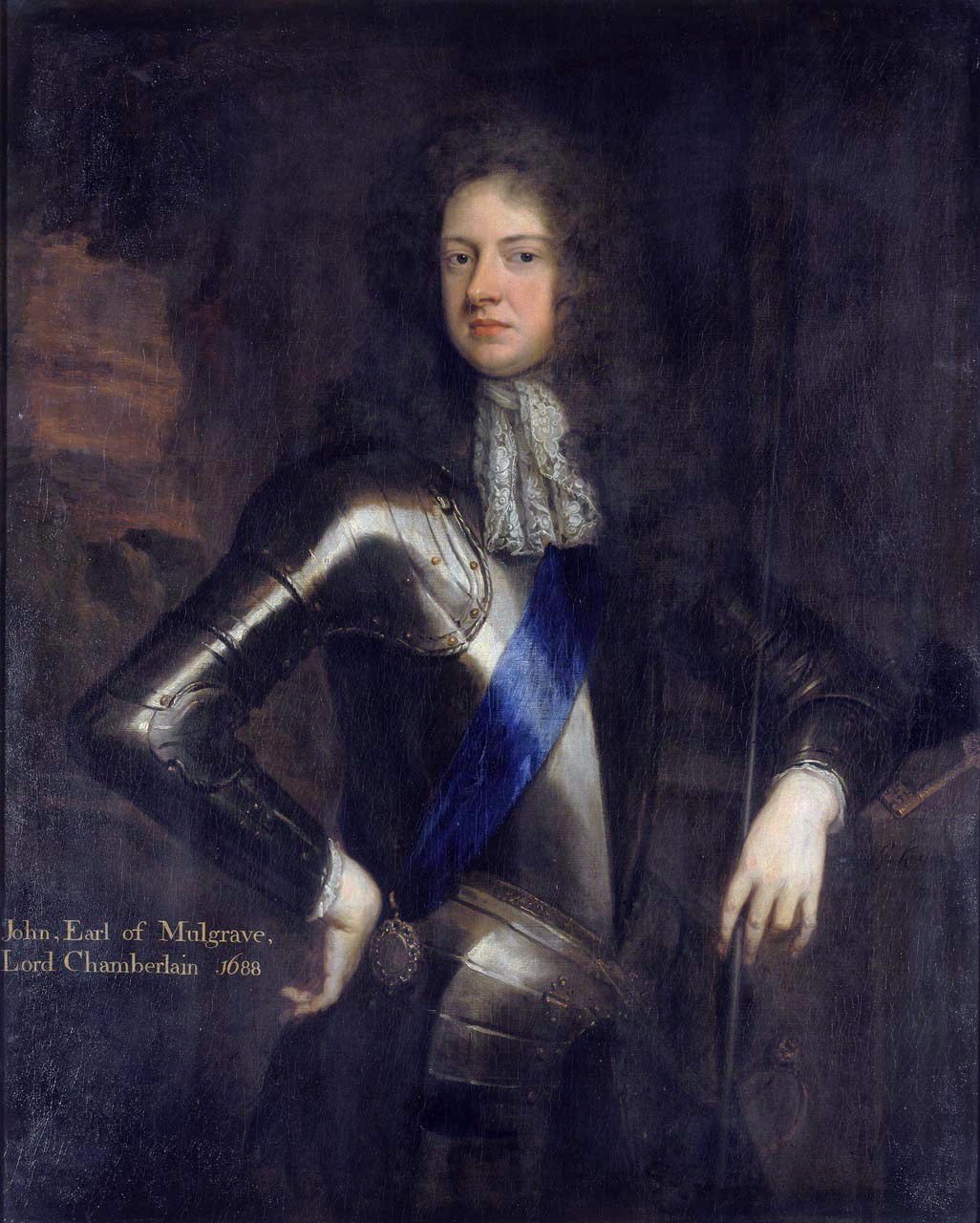
John Sheffield, 1. Duke of Buckingham und Normanby

John Sheffield, 1. Duke of Buckingham und Normanby (* 7. April 1648; † 24. Februar 1721 im Buckingham House, London), war ein britischer Staatsmann und Dichter.

## Leben
John Sheffield war ein Sohn des Edmund Sheffield, 2. Earl of Mulgrave und dessen Gemahlin Elizabeth Cranfield. 1658 folgte er seinem Vater als Earl of Mulgrave.
Sheffield diente sowohl in der Marine als auch der Armee. Er war Lordkämmerer Jakobs II. sowie Mitglied des Kabinetts unter Wilhelm III., welcher ihn 1694 auch zum Marquess of Normanby erhob. Königin Anne machte ihn 1703 zum Duke of Buckingham and Normanby und zum Inhaber politischer Ämter. Hier stand er in Opposition zu Marlborough und Godolphin. Mit dem Tod von Königin Anne verlor er jedoch alle Macht und kämpfte fortan für die Restauration der Stuarts.
Er gilt als Förderer von John Dryden und Freund von Alexander Pope; verfasste Tragödien, Essays und andere Werke.
1703 ließ er in London Buckingham House, den späteren Buckingham Palace, als seinen Familiensitz errichten.

## Nachkommen
Sheffield war dreimal verheiratet. Seine erste Ehefrau war seit 1685/6 Ursula Stawell († 1697). In zweiter Ehe heiratete er Catherine († 1703/4), Tochter des Fulke Greville, 5. Baron Brooke. Seine dritte Ehe schloss er 1706 mit Lady Catherine Darnley, eine Tochter des Königs Jakob II. und seiner Mätresse Catherine Sedley, mit der er folgende Kinder hatte:
- John Sheffield, Marquess of Normanby (1710–1710)
- Robert Sheffield, Marquess of Normanby (1711–1715)
- Edmund Sheffield, 2. Duke of Buckingham and Normanby (1716–1735)